# Крибари, Эмилсон Санчес
Эми́лсон Са́нчес Криба́ри (порт.-браз. Emílson Sánchez Cribari; 6 марта 1980, Камбара, Парана) — бразильский футболист, центральный защитник. Имеет паспорт гражданина Италии.

## Карьера
Эмилсон Крибари начал карьеру в молодёжной команде «Лондрины». В возрасте 18 лет он перешёл в итальянский клуб «Эмполи», где выступал его старший брат Биньо. В течение 6 сезонов Крибари выступал за «Эмполи», проведя 103 матча и забив 3 гола. В составе клуба он, 14 сентября 2002 года, дебютировал в серии А в матче с «Комо». Летом 2004 года Крибари перешёл в «Удинезе». Но бразилец провёл в составе команды только 8 матчей, пропустив большую часть сезона из-за тяжёлой травмы колена.
В 2005 году Крибари был арендован клубом «Лацио». После удачного сезона, клуб принял решение выкупить трансфер игрока, заплатив 3,5 млн евро. В следующем сезоне бразилец помог клубу занять 3 место в серии А, что позволило римлянам получить возможность участвовать в Лиге чемпионов. 15 августа 2007 года в матче 3 отборочного раунда Лиги чемпионов с бухарестским «Динамо» Крибари сломал челюсть и скулу. Из-за этого он более двух месяцев должен был не выходить на поле, однако уже через две недели бразилец принял участие в ответной игре с «Динамо», выйдя на поле в специальной предохранительной маске.
По окончании сезона Крибари продлил контракт с «Лацио» до 2011 года. Тем же летом в услугах бразильца был заинтересован московский «Спартак», предложивший за его переход 8 млн евро, но руководство «Лацио» отказалось продавать своего защитника, предложив заведомо невыполнимые финансовые условия. Начиная с середины сезона 2008/2009 Крибари перестал попадать в стартовый состав команды. В марте 2009 года он сказал, что перестал чувствовать, что ему доверяют и принял решение покинуть клуб.
4 января 2010 года Крибари перешёл, на правах аренды с возможностью выкупа трансфера игрока, в «Сиену»; сумма перехода составила 300 тыс. евро. В первом же матче за клуб бразилец получил красную карточку, когда он, с партнёром по команде, оскорбил судью, за это оба игрока были дисквалифицированы на 1 игру. Крибари провёл за клуб 18 игр. По окончании сезона Крибари вернулся в «Лацио». Руководство «бьянкоселести» желало продать игрока, которым интересовались «Парма», «Чезена», «Брешия» и «Кьево».
31 августа 2010 года подписал контракт с «Наполи» сроком на 1 год с возможностью продления ещё на один сезон.
7 августа 2012 года подписал контракт с «Рейнджерс» на 2 года. 18 августа Эмилсон заменил Ли Уоллеса на 77-й минуте матча Третьего дивизиона с «Ист Стерлингширом» (5:1).

## Достижения
- Обладатель Кубка Италии: 2008/09
- Обладатель Суперкубка Италии: 2009